# Bridgeheadserver
Als Bridgeheadserver oder Bridgehead-Server, deutsch auch Brückenkopf(-Server) bezeichnet man Server, die für die Standort-zu-Standort-Replikation zuständig sind. Dabei kann es sich beispielsweise um E-Mail- oder Active Directory Server handeln.

## Verfahren
Replikationsdaten, die von einem entfernten Netzwerk in ein Lokales Netzwerk gesendet werden, werden zunächst an den lokalen Bridgeheadserver gesendet, der dann wiederum für die weitere Verteilung an die lokalen Server zuständig ist. So wird unnötiger Datenverkehr zwischen den Standorten vermieden.